# Naktyny

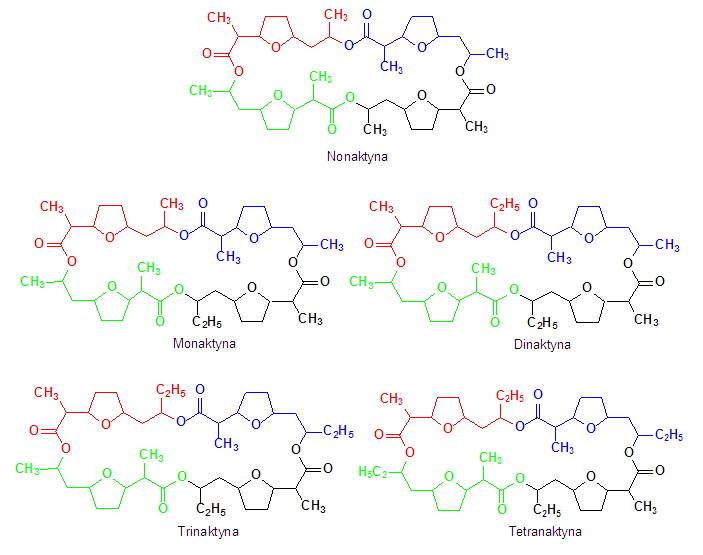
Struktury chemiczne antybiotyków jonoforowych należących do naktyn

Naktyny − grupa organicznych związków chemicznych, cykliczne poliestry będące antybiotykami jonoforowymi produkowanymi przez różne szczepy bakteryjne Actinomyces. Wykazują działanie przeciwbakteryjne, przeciwgrzybiczne, przeciwnowotworowe i inne.
Najprostszym związkiem z tej grupy jest nonaktyna, natomiast homologami nonaktyny są: monaktyna, dinaktyna, trinaktyna oraz tetranaktyna.